# کارلوس چاوز
کارلوس چاوز (اسپانیایی: Carlos Chávez‎) یک آهنگساز، رهبر ارکستر، طراح رقص، نظریه‌پرداز و مدرس موسیقی و روزنامه‌نگار اهل مکزیک بود.
کارلوس چاوز بنیان‌گذار «ارکستر سمفونیک ملی مکزیک» بوده و آثارش، تأثیرپذیرفته از فرهنگ سنتی کشورش مکزیک است.
وی یکی از موسیقی‌دانان پُرکار کشورش محسوب می‌شد و از طی سال‌های ۱۹۵۸ تا ۱۹۵۹ استاد رشته موسیقی در «دانشگاه هاروارد» شد.
وی همچنین یکی از برندگان کمک‌هزینه گوگنهایم بود.